# Волде (Шлезвиг-Холштајн)
Волде (њем. Wohlde) општина је у њемачкој савезној држави Шлезвиг-Холштајн. Једно је од 134 општинска средишта округа Шлезвиг-Фленсбург. Према процјени из 2010. у општини је живјело 518 становника. Посједује регионалну шифру (AGS) 1059096.

## Географски и демографски подаци
Волде се налази у савезној држави Шлезвиг-Холштајн у округу Шлезвиг-Фленсбург. Општина се налази на надморској висини од 6 метара. Површина општине износи 14,4 km². У самом мјесту је, према процјени из 2010. године, живјело 518 становника. Просјечна густина становништва износи 36 становника/km².